# 宋敏求 (康熙進士)
宋敏求。湖廣黃梅縣人，清朝翰林。

## 生平
康熙十七年（1678年）戊午科湖廣鄉試第一名舉人（解元）。康熙十八年（1679年）聯捷己未科三甲進士，選翰林院庶吉士，散館授檢討。康熙三十二年（1693年）出典癸酉科四川鄉試。